# Championnats de Namibie de cyclisme sur route
Les championnats de Namibie de cyclisme sur route sont organisés tous les ans.

## Hommes

### Podiums de la course en ligne
| Année | Vainqueur            | Deuxième              | Troisième             |
| ----- | -------------------- | --------------------- | --------------------- |
| 2005  | Dan Craven           |                       |                       |
| 2006  | Dan Craven           |                       |                       |
| 2007  | Erik Hoffmann        | Jacques Celliers      | Ermin van Wyk         |
| 2008  | Dan Craven           | Tjipee Murangi (en)   | Jacques Celliers      |
| 2009  | Tjipee Murangi (en)  | Ingram Cuff           | Heinrich Köhne        |
| 2010  | Joris Harteveld (de) | Ingram Cuff           | Jacobus van Zyl       |
| 2011  | Lotto Petrus         | Marc Bassingthwaighte | Heiko Redecker        |
| 2012  | Lotto Petrus         | Dan Craven            | Marc Bassingthwaighte |
| 2013  | Till Drobisch        | Raul Costa Seibeb     | Lotto Petrus          |
| 2014  | Raul Costa Seibeb    | Till Drobisch         | Norbert Meyer         |
| 2015  | Dan Craven           | Martin Freyer         | Michael Pretorius     |
| 2016  | Dan Craven           | Till Drobisch         | Raul Costa Seibeb     |
| 2017  | Till Drobisch        | Dan Craven            | Raul Costa Seibeb     |
| 2018  | Martin Freyer        | Drikus Coetzee        | Dan Craven            |
| 2019  | Alex Miller          | Dan Craven            | Xavier Papo           |
| 2020  | Dan Craven           | Tristan de Lange      | Drikus Coetzee        |
| 2021  | Drikus Coetzee       | Tristan de Lange      | Ingram Cuff           |
| 2022  | Drikus Coetzee       | Hugo Hahn             | Jean Paul Burger      |
| 2023  | Tristan de Lange     | Drikus Coetzee        | Ingram Cuff           |
| 2024  | Alex Miller          | Drikus Coetzee        | Martin Freyer         |
| 2025  | Alex Miller          | Martin Freyer         | Justus Beulker        |

Multi-titrés
- 6 : Dan Craven
- 3 : Alex Miller

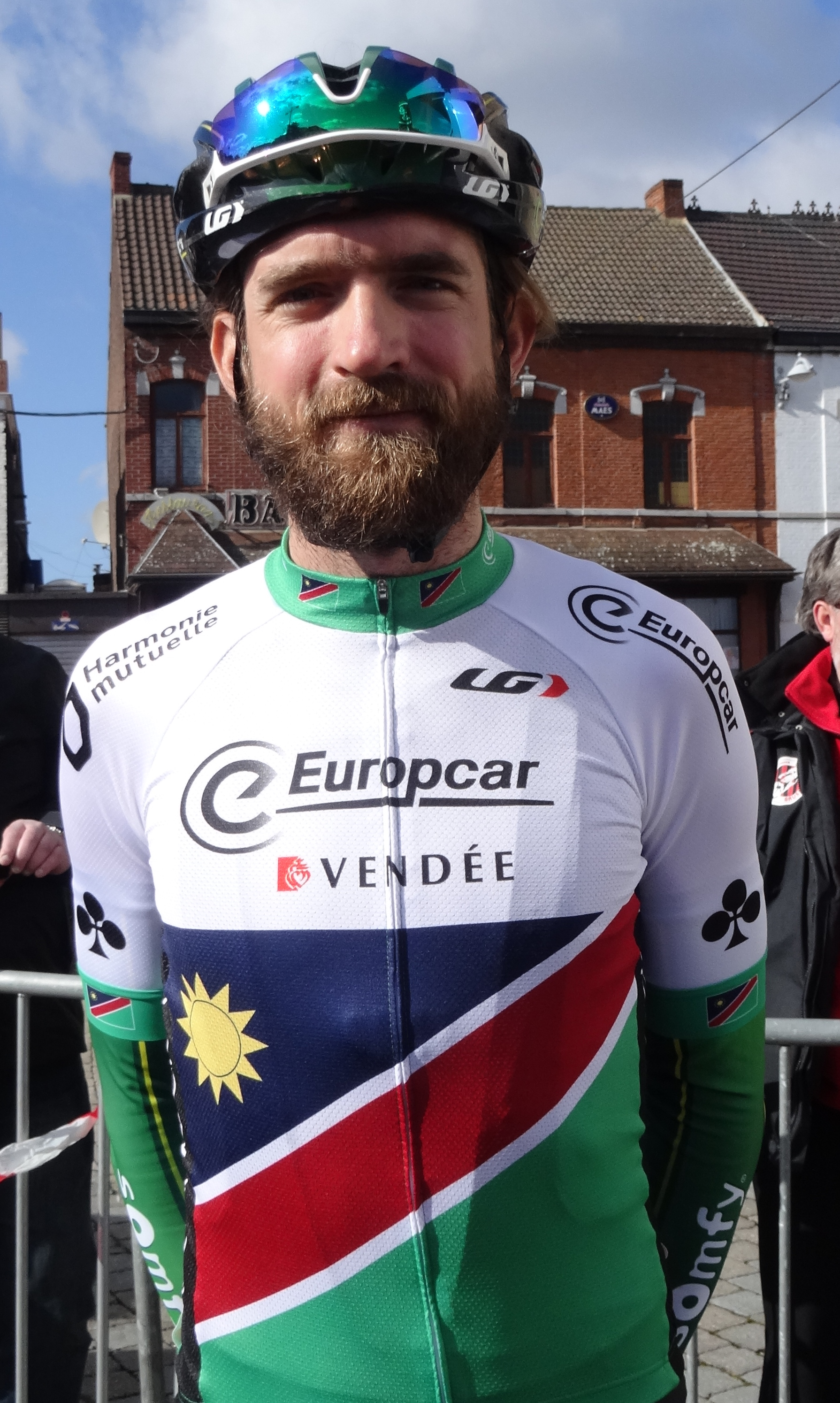
Dan Craven avec son maillot de champion de Namibie lors du départ du Samyn 2015 à Quaregnon.

- 2 : Lotto Petrus, Till Drobisch, Drikus Coetzee

### Podiums du contre-la-montre
| Année | Vainqueur        | Deuxième             | Troisième             |
| ----- | ---------------- | -------------------- | --------------------- |
| 2007  | Jacques Celliers | Dan Craven           | Marc Bassingthwaighte |
| 2008  | Jacques Celliers | Heinrich Köhne       | Josh Nakapipi         |
| 2009  | Erik Hoffmann    | Jacques Celliers     | Heinrich Köhne        |
| 2010  | Jacques Celliers | Joris Harteveld (de) | Jacobus van Zyl       |
| 2011  | Lotto Petrus     | Victor Krohne        | Frank Adrian          |
| 2012  | Lotto Petrus     | Dan Craven           | Jacques Celliers      |
| 2013  | Till Drobisch    | Gerhard Mans         | Raul Costa Seibeb     |
| 2014  | Till Drobisch    | Raul Costa Seibeb    | Norbert Meyer         |
| 2015  | Gerhard Mans     | Raul Costa Seibeb    | Martin Freyer         |
| 2016  | Till Drobisch    | Dan Craven           | Gerhard Mans          |
| 2017  | Till Drobisch    | Raul Costa Seibeb    | Drikus Coetzee        |
| 2018  | Drikus Coetzee   | Martin Freyer        | André de Klerk        |
| 2019  | Drikus Coetzee   | André de Klerk       | Alex Miller           |
| 2020  | Drikus Coetzee   | Masckernzy Eiseb     | Hardus Nel            |
| 2021  | Drikus Coetzee   | Horst Neumann        | Masckernzy Eiseb      |
| 2022  | Jean Paul Burger | Drikus Coetzee       | Heiko Diehl           |
| 2023  | Drikus Coetzee   | Jean-Paul Burger     | Hardus Nel            |
| 2024  | Drikus Coetzee   | Ingram Cuff          |                       |
| 2025  | Alex Miller      | Martin Freyer        | Danzel De Koe         |

Multi-titrés
- 6 : Drikus Coetzee
- 4 : Till Drobisch
- 3 : Jacques Celliers

## Femmes

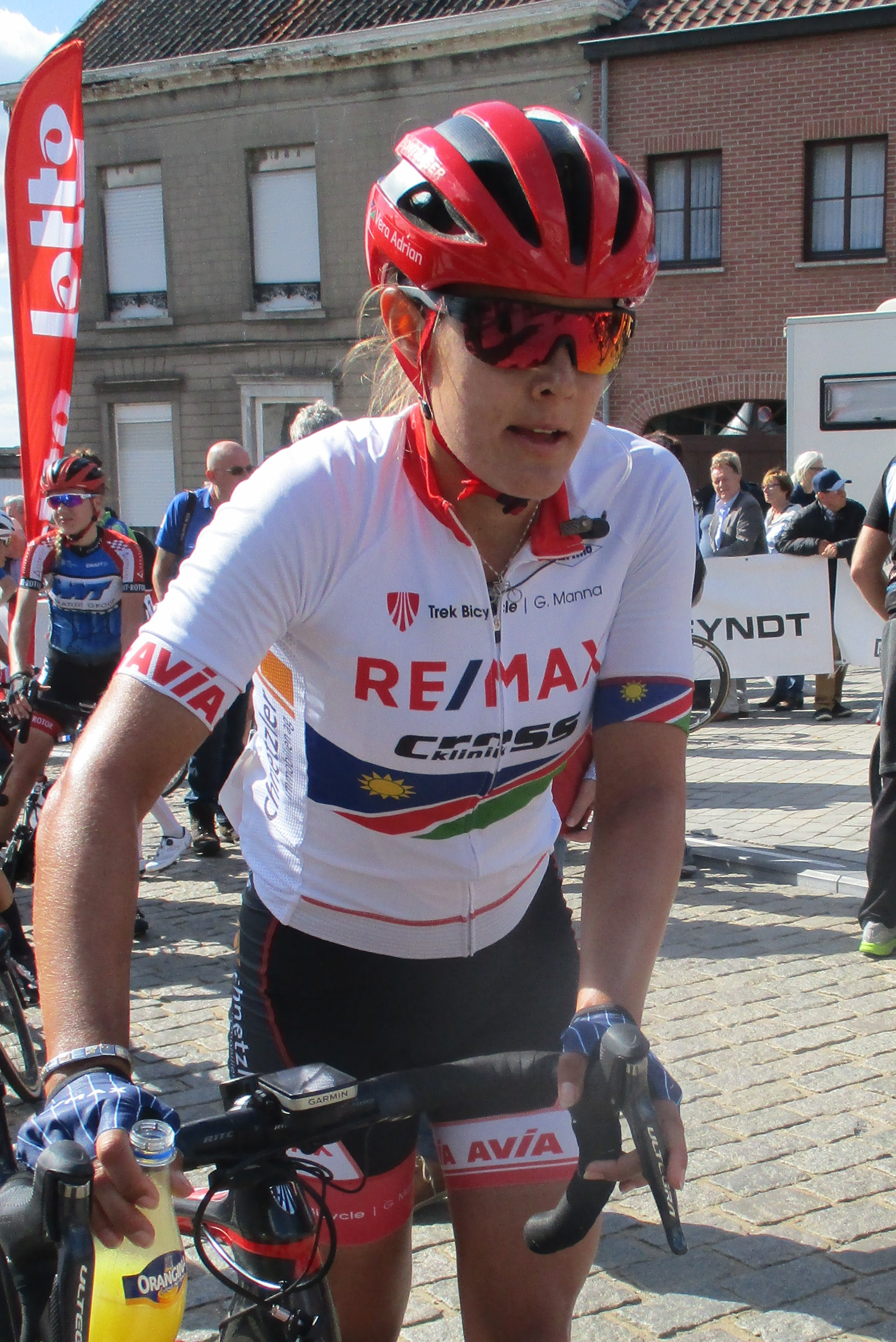
Vera Adrian avec son maillot de championne de Namibie après la dernière étape du Lotto Belgium Tour 2018 à Grammont.

### Podiums de la course en ligne
| Année | Vainqueur               | Deuxième                | Troisième          |
| ----- | ----------------------- | ----------------------- | ------------------ |
| 2007  | Charmaine Shannon       | Johanita De Waal        | Sheena Schwartz    |
| 2008  | Cordula Moller          | Wanda Tattersall        | Almarie Mostert    |
| 2009  | Carmen Bassingthwaighte | Wanda Tattersall        | Susan Horn         |
| 2010  | Heletje Van Staden      | Carmen Bassingthwaighte | Charmaine Shannon  |
| 2011  | Carmen Bassingthwaighte |                         |                    |
| 2012  | Vera Adrian             | Heletje Van Staden      | Hayley Brand       |
| 2013  | Irene Steyn             | Gene Keet               | Hester Prins       |
| 2014  | Vera Adrian             | Heletje Van Staden      | Irene Steyn        |
| 2015  | Vera Adrian             | Michelle Vorster        | Irene Steyn        |
| 2016  | Vera Adrian             | Michelle Vorster        | Hester Prins       |
| 2017  | Vera Adrian             | Irene Steyn             |                    |
| 2018  | Vera Adrian             | Michelle Vorster        | Irene Steyn        |
| 2019  | Vera Adrian             | Michelle Vorster        | Quinty Schoens     |
| 2020  | Vera Looser             | Irene Steyn             |                    |
| 2021  | Vera Looser             | Gabriela Raith          | Risa Dreyer        |
| 2022  | Vera Looser             | Courtney Liebenberg     | Melissa Hinz       |
| 2023  | Vera Looser             | Melissa Hinz            | Anri Krugel        |
| 2024  | Vera Looser             | Melissa Hinz            | Anri Krugel        |
| 2024  | Anri Greeff             | Louise Breed            | Monique Du Plessis |

Multi-titrées
- 12 : Vera Looser (Adrian)
- 2 : Carmen Bassingthwaighte

### Podiums du contre-la-montre
| Année | Vainqueur         | Deuxième           | Troisième           |
| ----- | ----------------- | ------------------ | ------------------- |
| 2007  | Charmaine Shannon |                    |                     |
| 2009  | Charmaine Shannon | Susan Horn         | Lorraine Stofberg   |
| 2010  | Charmaine Shannon |                    |                     |
| 2011  | Hayley Brand      | Charmaine Shannon  |                     |
| 2012  | Vera Adrian       | Heletje Van Staden | Hayley Brand        |
| 2013  | Irene Steyn       | Wanette Hanekom    | Hayley Brand        |
| 2014  | Irene Steyn       | Vera Adrian        | Heletje Van Staden  |
| 2015  | Vera Adrian       | Michelle Vorster   | Irene Steyn         |
| 2016  | Vera Adrian       |                    |                     |
| 2017  | Vera Adrian       | Irene Steyn        |                     |
| 2018  | Irene Steyn       | Vera Adrian        |                     |
| 2019  | Vera Adrian       | Michelle Vorster   | Irene Steyn         |
| 2020  | Melissa Hinz      |                    |                     |
| 2021  | Vera Looser       | Risa Dreyer        | Courtney Liebenberg |
| 2022  | Vera Looser       | Melissa Hinz       | Anri Krugel         |
| 2023  | Melissa Hinz      | Anri Krugel        | Vera Looser         |
| 2024  | Vera Looser       | Melissa Hinz       | Anri Krugel         |
| 2025  | Anri Greeff       | Louise Breed       | Jean-Marie Mostert  |

Multi-titrées
- 8 : Vera Looser (Adrian)
- 3 : Charmaine Shannon, Irene Steyn

## Espoirs Hommes

### Podiums de la course en ligne
| Année | Vainqueur         | Deuxième            | Troisième           |
| ----- | ----------------- | ------------------- | ------------------- |
| 2012  | Heiko Redecker    | Xavier Papo         | Matthias Kreft      |
| 2013  | Till Drobisch     | Raul Costa Seibeb   | Chiponeni Kashululu |
| 2014  | Raul Costa Seibeb | Till Drobisch       | Michael Pretorius   |
| 2015  | Martin Freyer     | Michael Pretorius   | Johannes Hamunyela  |
| 2016  | Denzel de Koe     | Diego Izaaks        |                     |
| 2017  | Martin Freyer     | Diego Izaaks        | Brandon Plaatjes    |
| 2018  | Alwyn Steenkamp   | Alexander Buchner   | Diego Izaaks        |
| 2019  | Alex Miller       | Melkesedek Hamukoto |                     |
| 2020  | Alex Miller       | Dieter Koen         | Nicolaas Swart      |
| 2021  | Alex Miller       | Hugo Hahn           | Tuhafeni Hamundjebo |
| 2022  | Hugo Hahn         | Bergran Jensen      | Jurgen Van Wyk      |
| 2023  | Hugo Hahn         |                     |                     |
| 2024  | Kevin Lowe        | Daniel Hahn         | Adrian Key          |

Multi-titrés
- 3 : Alex Miller
- 2 : Martin Freyer, Hugo Hahn

### Podiums du contre-la-montre
| Année | Vainqueur             | Deuxième            | Troisième             |
| ----- | --------------------- | ------------------- | --------------------- |
| 2012  | Heiko Redecker        | Matthias Kreft      | Xavier Papo           |
| 2013  | Till Drobisch         | Raul Costa Seibeb   | Xavier Papo           |
| 2014  | Till Drobisch         | Raul Costa Seibeb   | Denzel de Koe         |
| 2015  | Martin Freyer         | Michael Pretorius   | Johannes Hamunyela    |
| 2016  | Michael Pretorius     | Denzel de Koe       | Diego Izaaks          |
| 2017  | Martin Freyer         | Denzel de Koe       | Diego Izaaks          |
| 2018  | Alex Buchner          | Melkesedek Hamukoto | Diego Izaaks          |
| 2019  | Alex Miller           | Melkesedek Hamukoto | Diego Izaaks          |
| 2020  | Dieter Koen           | Nicolas Swart       | Jurgen Van Wyk        |
| 2021  | Alex Miller           | Hugo Hahn           | Tuhafeni Hamundjebo   |
| 2022  | Bergran Jensen        | Jurgen Van Wyk      | Simon Kaita           |
| 2023  | JG van der Westhuizen | Simon Kaita         | Ethan L'Estrange      |
| 2024  | Kevin Lowe            | Adrian Key          | JG Van Der Westhuizen |
| 2025  | Justus Beulker        | Adrian Key          | Petrus Hanga          |

Multi-titrés
- 2 : Till Drobisch, Martin Freyer , Alex Miller

## Juniors Hommes

### Podiums de la course en ligne
| Année | Vainqueur           | Deuxième             | Troisième                 |
| ----- | ------------------- | -------------------- | ------------------------- |
| 2008  | Heiko Redecker (de) | Stefan Marggraf      | Jacobus van Zyl           |
| 2009  | Stefan Marggraf     | Jacobus van Zyl      | Norbert Meyer             |
| 2010  | Till Drobisch       | Matthias Kreft       | Joze Barth                |
| 2012  | Thorsten Kreft      |                      |                           |
| 2013  | Martin Freyer       | Michael Pretorius    | Jerneil Barth             |
| 2014  | Pascal Marggraf     | Brandon Plaatjies    | Maxwel Tjihurute          |
| 2015  | Tristan de Lange    | Brandon Plaatjies    | Herbert Peters            |
| 2016  | Luke Munting        | Herbert Peters       | Marcel Holtz              |
| 2017  | Charl du Plooy      | Alex Miller          | Schalk van der Merwe      |
| 2018  | Charl du Plooy      | Schalk van der Merwe | Dieter Koen               |
| 2019  | Dieter Koen         | Hugo Hahn            |                           |
| 2020  | Hugo Hahn           | Bergran Jensen       | Raju Dawid                |
| 2021  | Bergran Jensen      | Ethan L'Estrange     | Simon Johannes            |
| 2022  | Daniel Hahn         | Kevin Lowe           | Adrian Key                |
| 2023  | Kevin Lowe          | Daniel Hahn          | Theuns van der Westhuizen |
| 2024  | Roger Surén         | Justus Beulker       | Ethan Brinkmann           |
| 2025  | Sean Lowe           | Marco Thiel          | Roger Surén               |

Multi-titrés
- 2 : Charl du Plooy

### Podiums du contre-la-montre
| Année | Vainqueur        | Deuxième         | Troisième                 |
| ----- | ---------------- | ---------------- | ------------------------- |
| 2009  | Jacobus van Zyl  | Stefan Marggraf  | Sebastian Jahnke          |
| 2010  | Till Drobisch    | Joze Barth       | Matthias Kreft            |
| 2012  | Thorsten Kreft   |                  |                           |
| 2013  | Martin Freyer    | Jerneil Barth    | Michael Pretorius         |
| 2014  | Pascal Marggraf  | Maxwel Tjihurute | Brandon Plaatjies         |
| 2015  | Tristan de Lange | Herbert Peters   | Brandon Plaatjies         |
| 2016  | Herbert Peters   | Timmo Grossmann  | Daniel Scholtz            |
| 2017  | Charl du Plooy   | Alex Miller      | Schalk van der Merwe      |
| 2018  | Charl du Plooy   | Dieter Koen      | Schalk van der Merwe      |
| 2019  | Dieter Koen      | Hugh Hahn        |                           |
| 2020  | Hugh Hahn        |                  |                           |
| 2021  | Bergran Jensen   | Ethan L'Estrange | Anton Engling             |
| 2022  | Kevin Lowe       | Daniel Hahn      | Adrian Key                |
| 2023  | Kevin Lowe       | Daniel Hahn      | Theuns van der Westhuizen |
| 2024  | Roger Surén      | Justus Beulker   | Ethan Brinkmann           |
| 2025  | Roger Surén      | Marco Thiel      | Nathan Chase              |

Multi-titrés
- 2 : Kevin Lowe, Charl du Plooy, Roger Surén